# Old Catton
Old Catton – wieś w Anglii, w hrabstwie Norfolk, w dystrykcie Broadland. Leży 4 km na północ od Norwich i 162 km na północny wschód od Londynu. Miejscowość liczy 5954 mieszkańców.